# Dom van Sankt Pölten
De Dom van Sankt Pölten (Duits: Dom zu St. Pölten), of de Dom van Maria-Tenhemelopneming (Dom Mariä Himmelfahrt), is een kerkgebouw in de Oostenrijkse plaats Sankt Pölten en sinds 1785 de zetelkerk van het bisdom Sankt Pölten. Tot de opheffing van het augustijner koorherenstift in 1784 was het een kloosterkerk. Ondanks het barokke aanzien bezit het gebouw nog altijd een goed bewaarde laat-romaanse kern.

## Geschiedenis

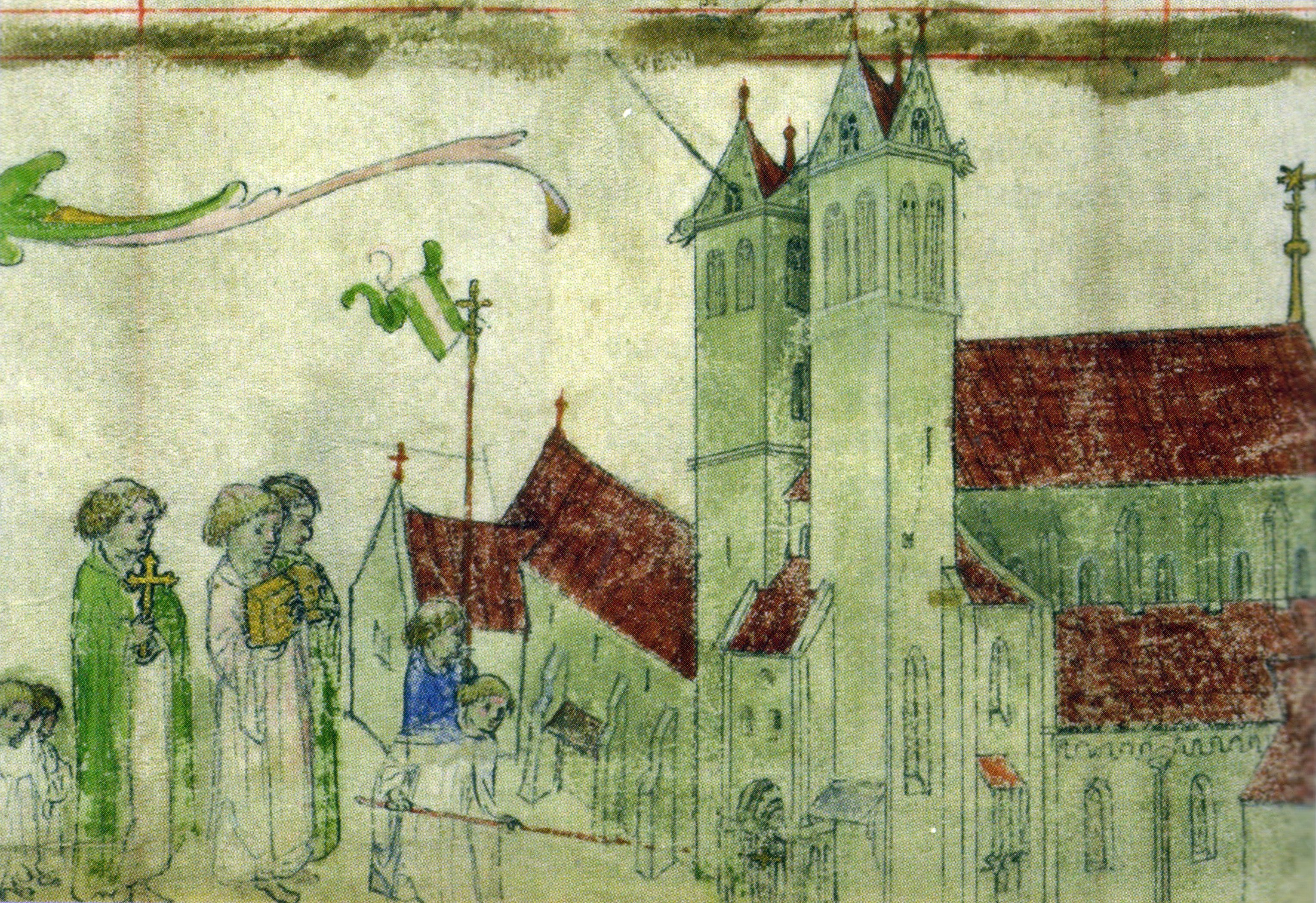
De domkerk met nog twee torens (1400)

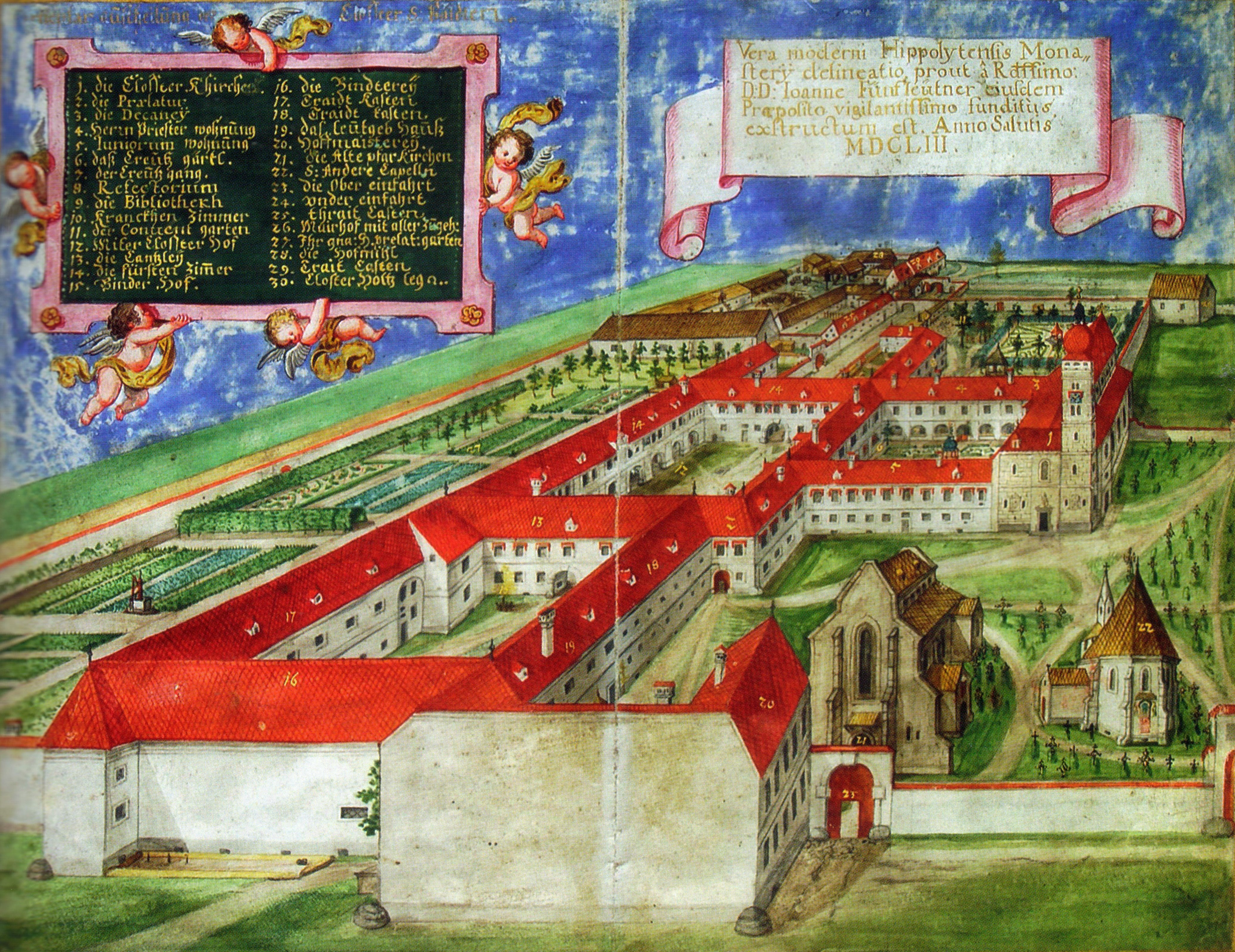
Afbeelding van het Hippolytusstift uit 1653

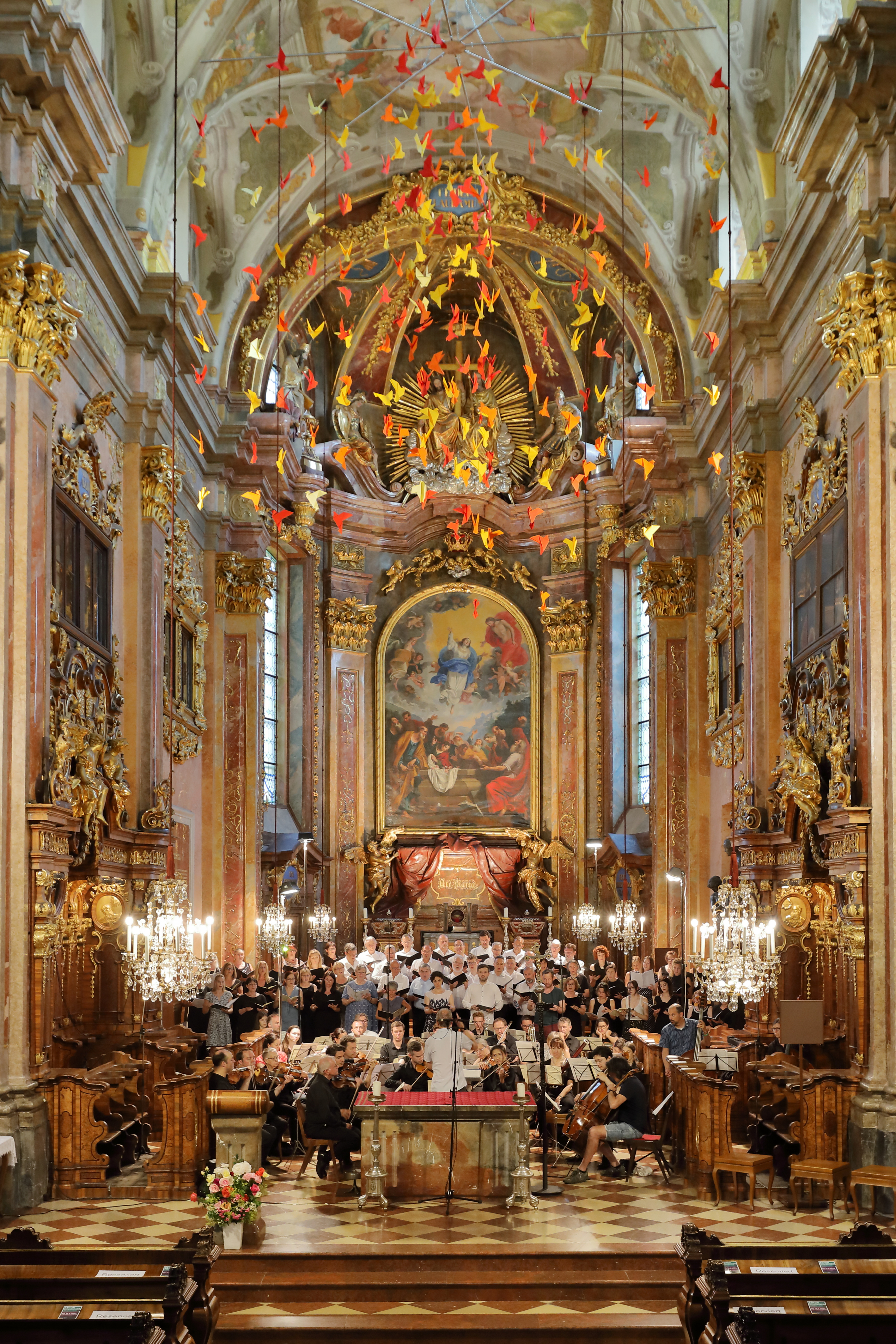
Interieur

De oorsprong van de dom gaat terug op het jaar 790, toen de broeders Adalbert en Otakar vanuit het door hen gestichte klooster Tegernsee een dochterklooster in Sankt-Pölten zouden hebben opgericht. De benedictijner broeders namen ook de relieken van Sint-Hippolytus mee, vanwaaruit de moderne naam van de stad zich heeft ontwikkeld.
Sinds 828 bevond het klooster zich in het bezit van het bisdom Passau. Bij een inval van de Hongaren rond 907 werd het klooster vrijwel geheel verwoest. Pas na de Slag op het Lechveld in 955 werd het klooster herbouwd.
De eerste schriftelijke vermelding van het klooster vond plaats in een oorkonde uit 976 van keizer Otto II voor bisschop Pilgrim van Passau. Onder bisschop Altmann van Passau werd het klooster in 1081 een Augustijner koorherenstift met het patrocinium van de apostel Petrus. In de 12e eeuw werd het hoofdaltaar aan de heiligen Stefanus en Hippolytus gewijd.

## Huidige kerk
Omstreeks 1150 werd een drieschepige kerk zonder transept met dubbele torens als westwerk gebouwd, die echter al tussen 1267 en 1280 als gevolg van een brand grondig moest worden verbouwd. Deze kerk werd in 1228 door bisschop Gebhard aan de opname van Maria in de hemel gewijd en dit patrocinium bleef zo tot op de dag van vandaag. Na een grote stadsbrand in 1512 werd de kerk hersteld, maar de noordelijke toren werd gesloopt en niet herbouwd.
Het huidige aanzien van de dom ontstond in de 17e eeuw. Na een nieuwe brand in 1621 werd het gebouw in de stijl van de vroege barok verbouwd. Het laatste hoogtepunt in de bouwgeschiedenis beleefde het toenmalige klooster onder proost Johann Michel Führer. De proost was bijzonder onder de indruk van de hoog-barokke praal van naburige residenties zoals het stift Melk en vond in de eveneens in Sankt Pölten wonende architect Jakob Prandtauer een gelijkgestemde. De kloostergebouwen zouden met een tweede verdieping worden vergroot en de kerk zou voorzien worden van een drietal torens met de bestaande toren in het midden. Het gehele interieur werd vernieuwd, vooral door Daniel Gran en Bartolomeo Altomonte, en de bestaande toren werd verhoogd en met een nieuwe bekroning voorzien. Maar het stift ging bankroet en de plannen werden niet voltooid.
In 1784 volgde de opheffing van het stift. Op 28 januari in het jaar daarop werd op basis van een pauselijke bul van paus Pius VI de kerk de bisschopskerk van het nieuwe bisdom Sankt Pölten.

## Architectuur

#### Exterieur
De plattegrond van de buitenmuren bestaat grotendeels nog uit het rond 1150 gebouwde gebouw. Na een brand werd de kerk tussen 1267 en 1280 grootschalig in laatromaanse stijl verbouwd. De domkerk is direct verbonden met de gebouwen van het bisdom. Aan de noordelijke zijde van de kerk sluit zich de kloostergang aan. Dankzij de bekroning van de toren en de lantaarn op het zuidelijke zijschip heeft de laatromaanse kerk een sterk barokke uitstraling. Van de laatromaanse bouw bleven ook de apsis en de zuidelijke gevel bewaard. In het westen bevindt zich het hoofdportaal. Naast het portaal bevinden zich ter hoogte van de tweede verdieping de beelden van Hippolytus (links) en Augustinus (rechts).

#### Interieur
Het interieur van de kerk werd door Jakob Prandtauer, Joseph Munggenast, Daniel Gran en Bartolomeo Altomonte gebarokkiseerd. De fresco's werden deels door Thomas Friedrich Gedon vervaardigd. De Rozenkranskapel is echter oorspronkelijk gebleven.

## Orgel
Het orgel werd in 1973 gebouwd door de Zwitserse firma Metzler Orgelbau. Het instrument heeft 36 registers op 3 manualen en pedaal. De orgelkas stamt van het oorspronkelijke orgel, dat door Johann Ignaz Egedacher in 1722 werd gebouwd.

## Klokken
De dom heeft nog een vrijwel geheel uit de barokke tijd daterend gelui. Het werd in 1696 gegoten door Mathias Prininger uit Krems. Eén klok ging echter in de Eerste Wereldoorlog verloren en moest na de beide Wereldoorlogen door een nieuwe klok worden vervangen.